# Isla Bella (Schiff)
Die Isla Bella ist das erste mit Flüssigerdgas (LNG) betriebene Containerschiff der Welt und wurde 2015 von der Werft National Steel and Shipbuilding Company (NASSCO) für die Reederei TOTE Maritime Puerto Rico gebaut. Sein Bau fällt unter den Jones Act in den USA.

## Beschreibung
Die Isla Bella hat eine Containerkapazität von 3.100 TEU. Es können 20-Fuß-, 30-Fuß-, 40-Fuß-, 45-Fuß- und 53-Fuß-Container geladen und transportiert werden. Die Isla Bella wurde am 18. April 2015 getauft. Der Name ist spanisch und steht für „schöne Insel“. Die Isla Bella fährt zwischen Florida und Puerto Rico.

## Motor und LNG-Kraftstoff
Die Isla Bella wird von einem langsamlaufenden Zweitaktmotor vom Typ MAN B&W 8L70ME-GI Dual Fuel angetrieben und läuft mit der Nennleistung von rund 25.000 kW 22 Knoten. Der Motor arbeitet mit Methan, das unter Hochdruck mit Drücken von über 400 bar eingespritzt und mit einer kleinen Menge Dieselöl (1–5 %) gezündet wird. Das Dieselöl wird daher als Zündöl bezeichnet. Als Vorteil des LNG-Betriebes im Vergleich zu Schweröl ergibt sich eine Verringerung der Schwefeloxide um 97 Prozent, der Stickoxidemissionen von 98 % und rund 25 % weniger CO2 im Abgas.
Das LNG befindet sich hinter dem Deckshaus in zwei 26 Meter langen isolierten Tanks mit 900 m³, die ein Gesamtgewicht von 760 Tonnen haben. Daraus ergibt sich einem Platzverlust von 50 bis 55 TEU. Die IMO-Auflagen zum Umweltschutz und die Emissionsschutzzonen in vielen Küstenbereichen (Emission Control Areas) wie auch in der Karibik zwingen Reeder zum Einbau von Schwefelscrubber bzw. zum Einsatz von Dieselöl statt Schweröl.

### LNG-Spezifikation
- Unt. Heizwert min. 38.000 kj/kg
- Methan min. 85 %
- Ethan max. 15 %
- Propan Butan max. 6 %
- Stickstoff max. 15 %